# La melodía de Dios
«La melodía de Dios» es una canción del grupo musical argentino Tan Biónica, siendo el segundo sencillo de su tercer álbum de estudio Destinología. Esta canción, junto a otras como «Ella», «Las cosas que pasan», «Ciudad mágica» y «Obsesionario en La Mayor», es una de las más reconocidas del grupo y contribuyó a expandir la fama del mismo internacionalmente.

## Historia y descripción
Chano Charpentier ha contado en reiteradas ocasiones que la canción se refiere a dos grandes duelos en su vida que sucedieron casi simultáneamente: la noticia de la inminente muerte de su padre biológico de quien se encontraba alejado desde niño y la ruptura con su novia Vicky, quien se dedicaba a la pintura. Respecto de la fecha mencionada en la canción ("con vos es 4 de noviembre cada media hora"), Chano cuenta en un video que "mi papá nació en noviembre"; en otras ocasiones ha dicho que esa fecha se refiere al momento en que confluyeron ambos traumas, y también que "El 4 de noviembre no pasó nada; yo quería hacer una metáfora":

El 4 de noviembre yo venía despidiéndome de mi padre que estaba muriendo y de una novia que tenía y estaba enfrentando esos dos duelos. Con el 4 de noviembre lo que quise decir es que la vida se repite a cada instante. Como en la película El día de la marmota, donde el tipo se despierta todos los días y es el mismo día. Yo me imaginaba algo parecido a eso.
Chano Charpentier

Chano se ha referido también a la compleja y dolorosa relación emocional con su padre biológico en algunos reportajes. La frase de la canción, "Atrasaré las horas", se refiere a su desesperación por evitar su muerte. Su padre finalmente muere a los 53 años, en junio de 2013, en el momento que Tan Biónica realizaba un importante recital en el Luna Park, presentando el álbum Destinología, en el que se lanzó la canción.
Por su parte el cantante ha revelado que fue él quien rompió con su novia, cuando pensaba pasar el resto de su vida con ella, por indicación de su psicoanalista. Describió ese momento como el más doloroso de su vida. La frase "Cuando me faltes este otoño y se despinten solas, tus acuarelas todas", se refiere a las pinturas realizadas por Vicky en la casa de Chano.
Tras su lanzamiento, la canción fue muy bien recibida tanto por la crítica como por los fanáticos del grupo musical, quienes adoptaron el 4 de noviembre como un día de celebración.
Inmediatamente después de su lanzamiento la canción alcanzó el primer puesto del Top 20 en Argentina. y llegó a estar 6 semanas en la cima de la lista mexicana Tus 25.
Chano dijo lo siguiente sobre la canción durante una entrevista:

«La melodía de Dios» tiene ese nombre porque está asociado a Dios y sus dones y a sus sentencias. Antes te hablé del destino como un cuento que uno puede ir escribiendo a su gusto, y de cómo los resultados responderán a la medida del esfuerzo y, en algunos casos, afectados por los azares. «La melodía...» cuenta la historia de un ocaso inevitable, de un crepúsculo obligatorio de varias cosas. Como puede ser el final de una historia de amor, o una vida de alguien que se termina. Son sentencias inapelables y es ahí en donde uno no tiene otra cosa que resignarse a la irremediable voluntad de algo superior.

## Video musical
El video musical de «La melodía de Dios» parece estar ambientado en una época antigua (aparentemente principios del siglo XX). En él se muestra al vocalista cenando en una casa rodeado de gente de la alta sociedad, mientras una mujer de vestido blanco camina por un bosque con un hacha en sus manos. Hacia el final del vídeo, el vocalista se levanta de la mesa y corre hacia el bosque, cruza un río, para finalmente encontrarse con la mujer que le apunta con un arco.